# Rochefort-du-Gard
 Rochefort-du-Gard  es una población y comuna francesa, situada en la región de Languedoc-Rosellón, departamento de Gard, en el distrito de Nimes y cantón de Villeneuve-lès-Avignon.

## Demografía
| 780                       | 767 | 746 | 889 | 960 | 918 | 1 042 | 729 | 1 141 | 1 167 | 1 164 | 1 065 | 1 072 | 1 030 | 994 | 929 | 897 | 852 | 850 | 781 | 687 | 636 | 711 | 709 | 698 | 684 | 783 | 910 | 1 128 | 2 018 | 4 107 | 5 821 | 6 667 | 6 816 |
| (Fuente: Cassini e INSEE) |     |     |     |     |     |       |     |       |       |       |       |       |       |     |     |     |     |     |     |     |     |     |     |     |     |     |     |       |       |       |       |       |       |